# W.E. Hick
William Edmund Hick (1. august 1912 – 20. december 1974) var en britisk psykolog, der var en pioner inden for nye videnskaber såsom eksperimentel psykologi og ergonomi i midten af det 20. århundrede.
Formodentlig hans mest berømte bidrag til eksperimentel psykologi var hans undersøgelse "om hastigheden for gevinst på information" (Hick, 1952), som senere blev kendt som Hicks lov, som er anvendt i studiet af menneskelig informationsbehandling, for eksempel ved anvendelse af en Jensen boks.